# 伊朗伊斯兰共和国航运公司
伊朗伊斯兰共和国航运公司集团（波斯語：‎）簡稱IRISL，是一家总部设在伊朗的航运公司。該公司的船队由115艘远洋船组成，总运力达330万吨，其中87艘远洋船直屬於IRISL，其余28艘则由該公司的子公司Khazar Shipping、Valfajr以及Iran-India Shipping Companies等公司拥有。这些船舶上有6 000名工作人员。
IRISL因涉嫌參與伊朗核計劃与伊朗弹道导弹发展计划而受到美国、联合国、欧盟等各方制裁。不过，由于2015年8月伊朗和欧盟等其他國家达成伊朗核問題全面協議，IRISL一度有望解除制裁。不過自美国退出伊朗核問題全面協議后，2020年6月8日，IRISL重新被美國中央情报局列入制裁名单。

## 外部鏈接
维基共享资源上的相關多媒體資源：伊朗伊斯兰共和国航运公司
- 官方网站
- Iran Ports and Shipping Organization （页面存档备份，存于）
- Iran Ports invest
- Maroos Shipping Company （页面存档备份，存于）
- Iran Shipper Evades U.S. Blacklist （页面存档备份，存于） - 华尔街日报 article about IRSL and sanctions against Iran（英语：sanctions against Iran）

Specialized reports
- BMI - Iran Shipping Report - 2010 (86-page report on Iran Shipping industry)